# سوشی سینالوآ
سوشی سینالوآ (انگلیسی: Sinaloan sushi) نوعی غذای ترکیبی مکزیکی-آمریکایی/ژاپنی است که در ساحل غربی آمریکا و ایالت‌های جنوب غربی آمریکا یافت می‌شود. به جای واسابی، تندی سوشی توسط ادویه‌های سینالوآ مانند چیپوتل، چیلتپین و هالاپینو تأمین می‌شود.